# Награды Владимира Ленина
Награды Владимира Ленина — государственные и общественные награды российского и советского политика, основателя СССР Владимира Ленина.

### Официальная прижизненная награда
Единственной официальной государственной наградой, которой был награждён В. И. Ленин, был Орден Труда Хорезмской Народной Советской Республики (постановление ЦИК ХНСР от 4 апреля 1922 г., что делает Ленина первым кавалером данного ордена). При этом, по свидетельству бывшего научного сотрудника Центрального музея Ленина Александра Шефова, сам Ленин о данном награждении не узнал: орден был доставлен в Москву для вручения Ленину в августе 1922 года, однако больной Ильич находился в то время в Горках. Секретарь Ленина Лидия Фотиева, не дочитав сопроводительное письмо Хорезмского ЦИК до конца, распорядилась отправить «восточный значок» в архив, где он и пролежал до 1962 года, когда обнаружились документы, подтверждающие награждение Ленина этим орденом. После чего орден был помещён в экспозицию Центрального музея В. И. Ленина.
Других государственных наград, как РСФСР и СССР, так и иностранных государств, у Ленина не было.

### Звания и премии
- В 1917 году Норвегия выступила с инициативой присуждения Нобелевской премии мира Владимиру Ленину с формулировкой «За торжество идей мира» как ответный шаг на изданный в Советской России «Декрет о мире», выводивший в сепаратном порядке Россию из Первой мировой войны. Нобелевский комитет данное предложение отклонил в связи с опозданием ходатайства к установленному сроку — 1 февраля 1918 г., однако вынес решение, заключающееся в том, что комитет не будет возражать против присуждения Нобелевской премии мира В. И. Ленину, если существующее российское правительство установит мир и спокойствие в стране (как известно, путь к установлению мира в России преградила Гражданская война, начавшаяся в 1918 году)[5]. Мысль Ленина о превращении войны империалистической в войну гражданскую была сформулирована в его работе «Социализм и война», написанной ещё в июле-августе 1915 года.
- В 1919 году по приказу Реввоенсовета Республики В. И. Ленин был принят в почётные красноармейцы 1-го отделения 1-го взвода 1-й роты 195-го стрелкового Ейского полка[6].
- В 2003 году решением Ульяновской Городской Думы В. И. Ульянову (Ленину) присвоено звание «Почётный гражданин города Ульяновска», которое является высшей наградой муниципального образования «Город Ульяновск»[7].

### Посмертные «награждения»
22 января 1924 года Н. П. Горбунов, секретарь Ленина, снял со своего пиджака Орден Красного Знамени (№ 4274) и приколол его к френчу уже умершего Ленина. Эта награда находилась на теле Ленина до 1943 года, а сам Горбунов в 1930 году получил дубликат ордена. По некоторым данным, так же поступил и Н. И. Подвойский, стоя в почётном карауле у гроба Ленина. Ещё один Орден Красного Знамени был возложен к гробу Ленина вместе с венком от Военной академии РККА. В настоящее время ордена Н. П. Горбунова и Военной академии Красной Армии хранятся в Музее Ленина в Москве.
Факт наличия ордена на груди умершего Ленина во время траурной церемонии в Колонном зале Дома Союзов оказался запечатлён в стихотворении В. Инбер «Пять ночей и дней (На смерть Ленина)».